# Drottning Silvia

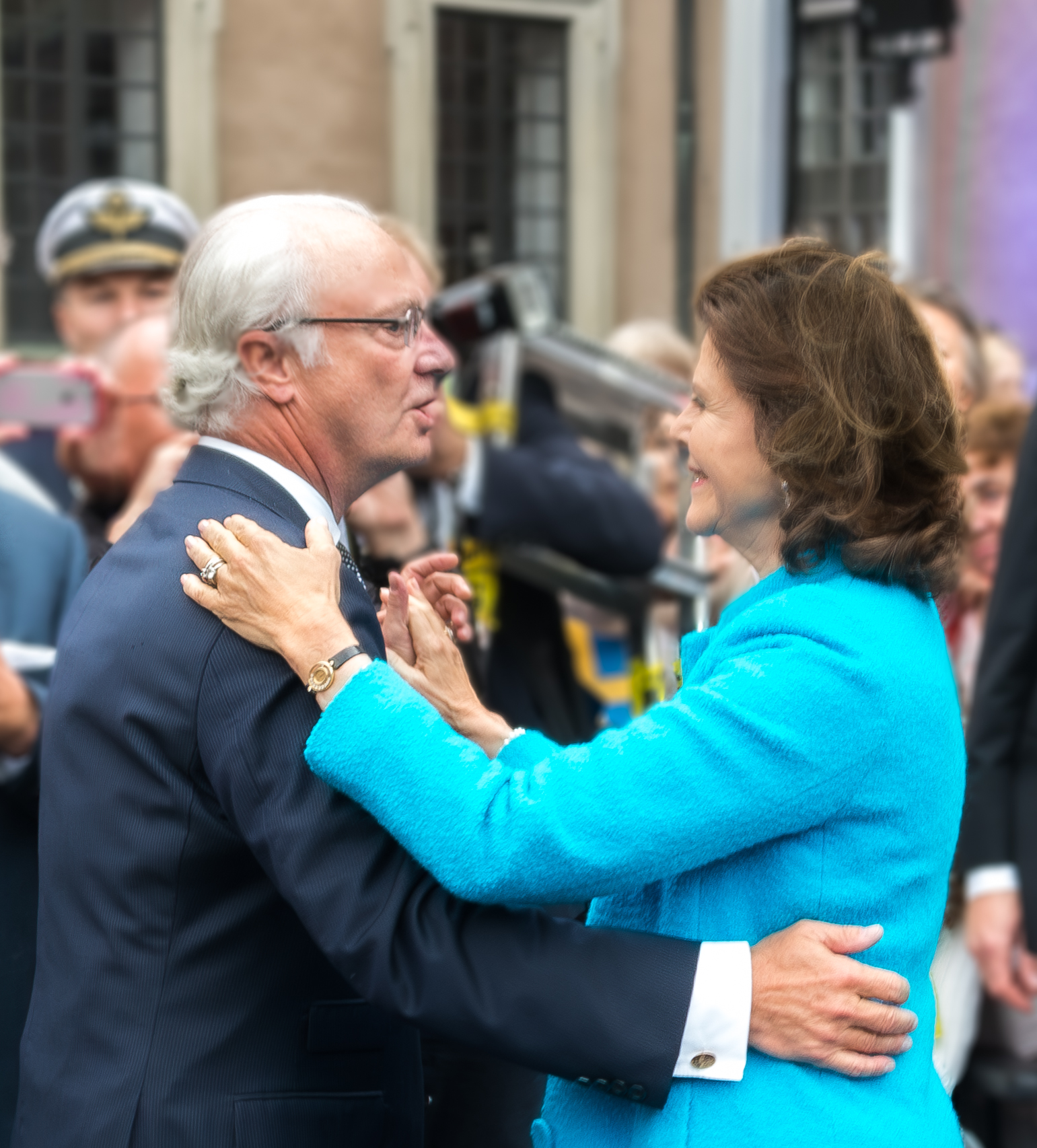
Kung Carl XVI Gustaf firar 40 år på tronen och bjuder upp drottning Silvia till en spontan dans på inre borggården på Stockholms slott.

Silvia Renate, född Sommerlath 23 december 1943 i Heidelberg i Baden i Tyskland, är Sveriges drottning och gift med kung Carl XVI Gustaf.
Drottning Silvia är enda dotter till tyske direktören Walther Sommerlath och hans brasilianska hustru Alice Sommerlath, född Soares de Toledo.

## Utbildning och karriär
Familjen Sommerlath var bosatt i Brasilien, men flyttade till Tyskland 1938. Drottningen har haft tre bröder: Ralf (född 1929), Walther (1934–2020) och Jörg Sommerlath (1941–2006). Efter det tyska nederlaget i andra världskriget 1945 flyttade familjen Sommerlath till Brasilien där de bodde 1947–1957 i São Paulo varefter de återvände till Västtyskland. Drottning Silvia tog studentexamen i Düsseldorf 1963 och under senare hälften av 1960-talet utbildade hon sig till tolk i München. Hon utexaminerades med behörighet i spanska, och arbetade därefter en tid på Argentinas konsulat i München. Åren 1971–1973 tjänstgjorde hon som utbildningsvärdinna i organisationskommittén för de Olympiska sommarspelen 1972 i München, och 1973 blev hon biträdande protokollchef i organisationskommittén för de olympiska vinterspelen 1976 i Innsbruck. 
Drottningen behärskar sju olika språk: svenska, portugisiska, tyska, franska, engelska och spanska. Därtill kommer svenskt teckenspråk.
Vid de olympiska sommarspelen 1972 träffade Silvia Sommerlath Sveriges dåvarande kronprins, Carl Gustaf. Den 12 mars 1976 eklaterades förlovningen mellan kung Carl XVI Gustaf och Silvia Sommerlath.

## Bröllop
Silvia blev Sveriges drottning kl. 12.18 den 19 juni 1976 då hon vigdes till äktenskap i Storkyrkan i Stockholm med kung Carl XVI Gustaf. Vigselförrättare var ärkebiskop Olof Sundby inför 1200 särskilt inbjudna gäster till kyrkan. Hon var iklädd en brudklänning från Dior, skapad av Marc Bohan, med släp som bars av två lakejer. Till denna bar hon samma kamédiadem som tillhört den framlidna kungamodern prinsessan Sibylla. I brudbuketten hade hon vita orkidéer.

## Barn
1. Kronprinsessan Victoria, född 14 juli 1977 (född som prinsessa, blev kronprinsessa först i och med successionsordningens ändring 1980)
2. Prins Carl Philip, född 13 maj 1979 (född kronprins, men miste titeln i och med successionsordningens ändring 1980)
3. Prinsessan Madeleine, född 10 juni 1982

Silvia har nio barnbarn:
- Barn till kronprinsessan Victoria: Prinsessan Estelle, prins Oscar
- Barn till prins Carl Philip: Prins Alexander, prins Gabriel, prins Julian och prinsessan Ines.
- Barn till prinsessan Madeleine: Prinsessan Leonore, prins Nicolas och prinsessan Adrienne.

## Drottning

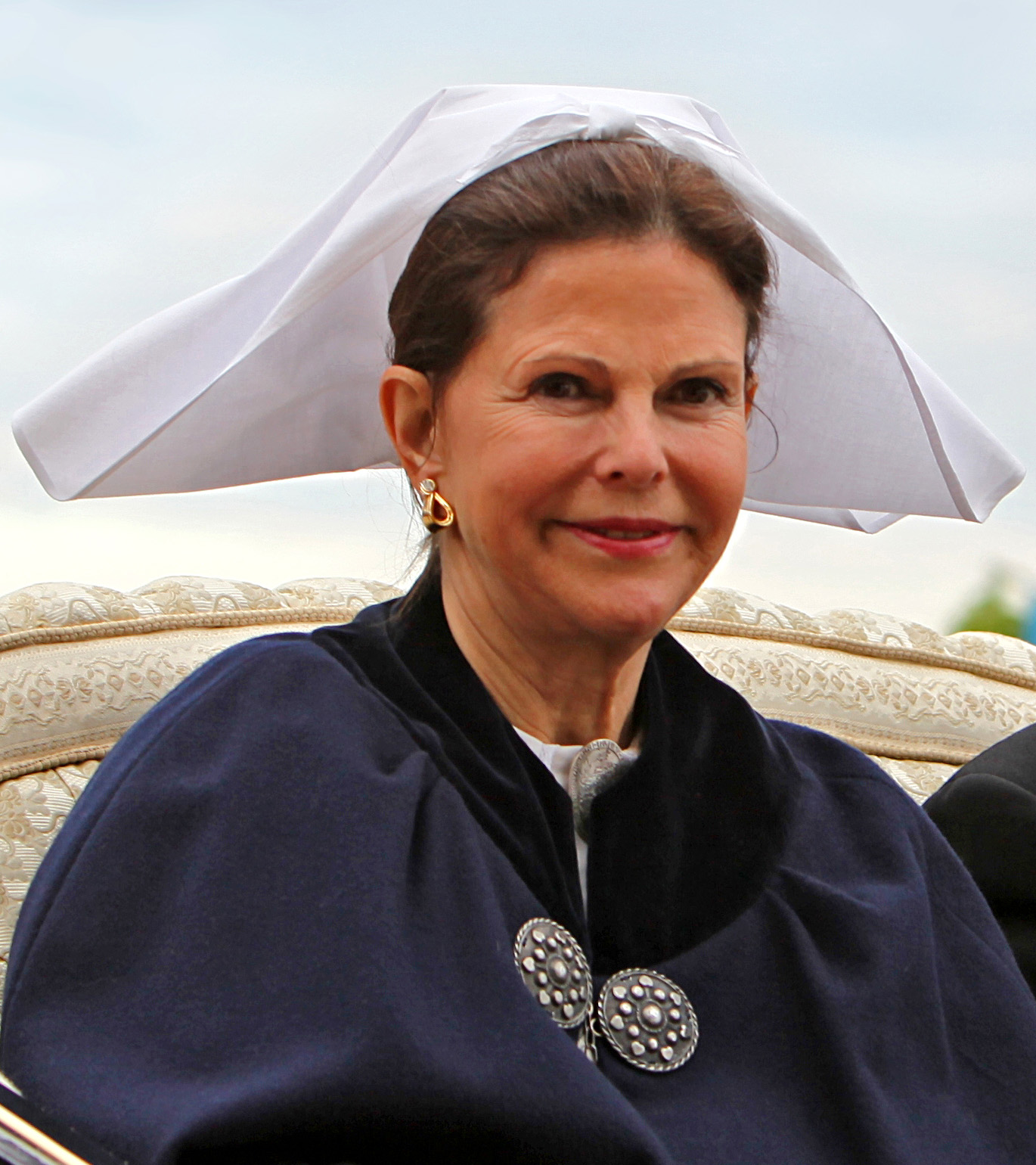
Drottning Silvia under nationaldagsfirande vid Skansen 2009

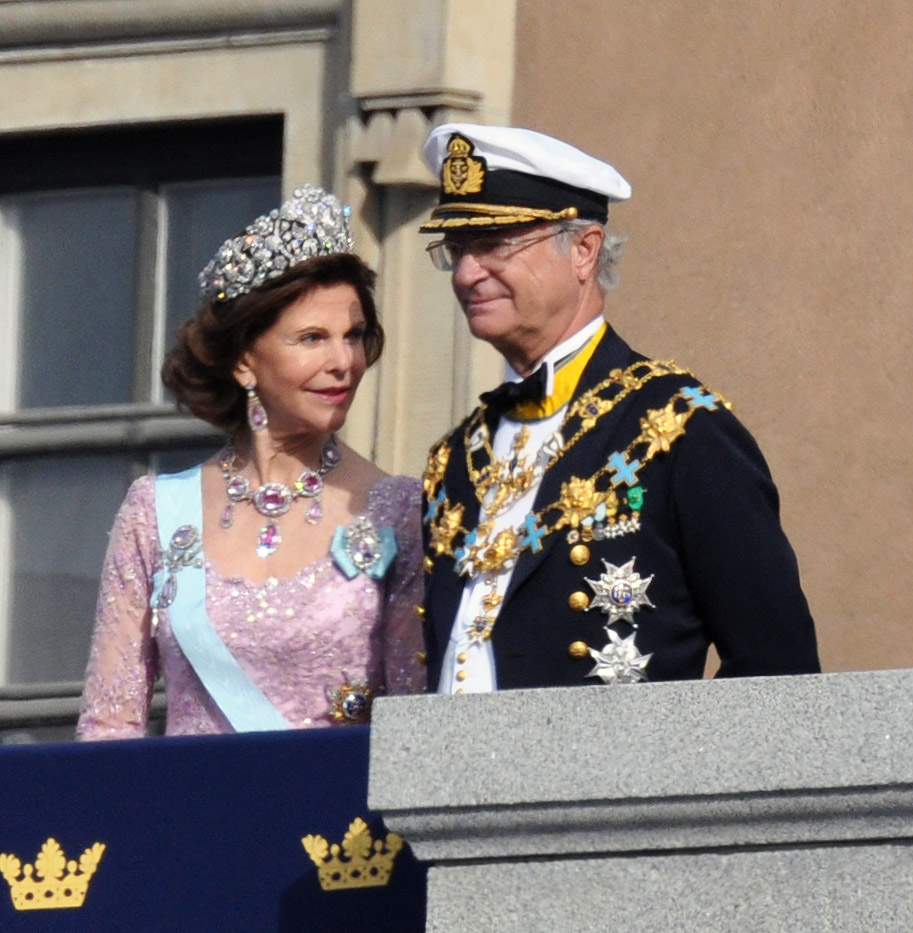
Drottning Silvia och kung Carl XVI Gustaf på Kungliga slottet 19 juni 2010.

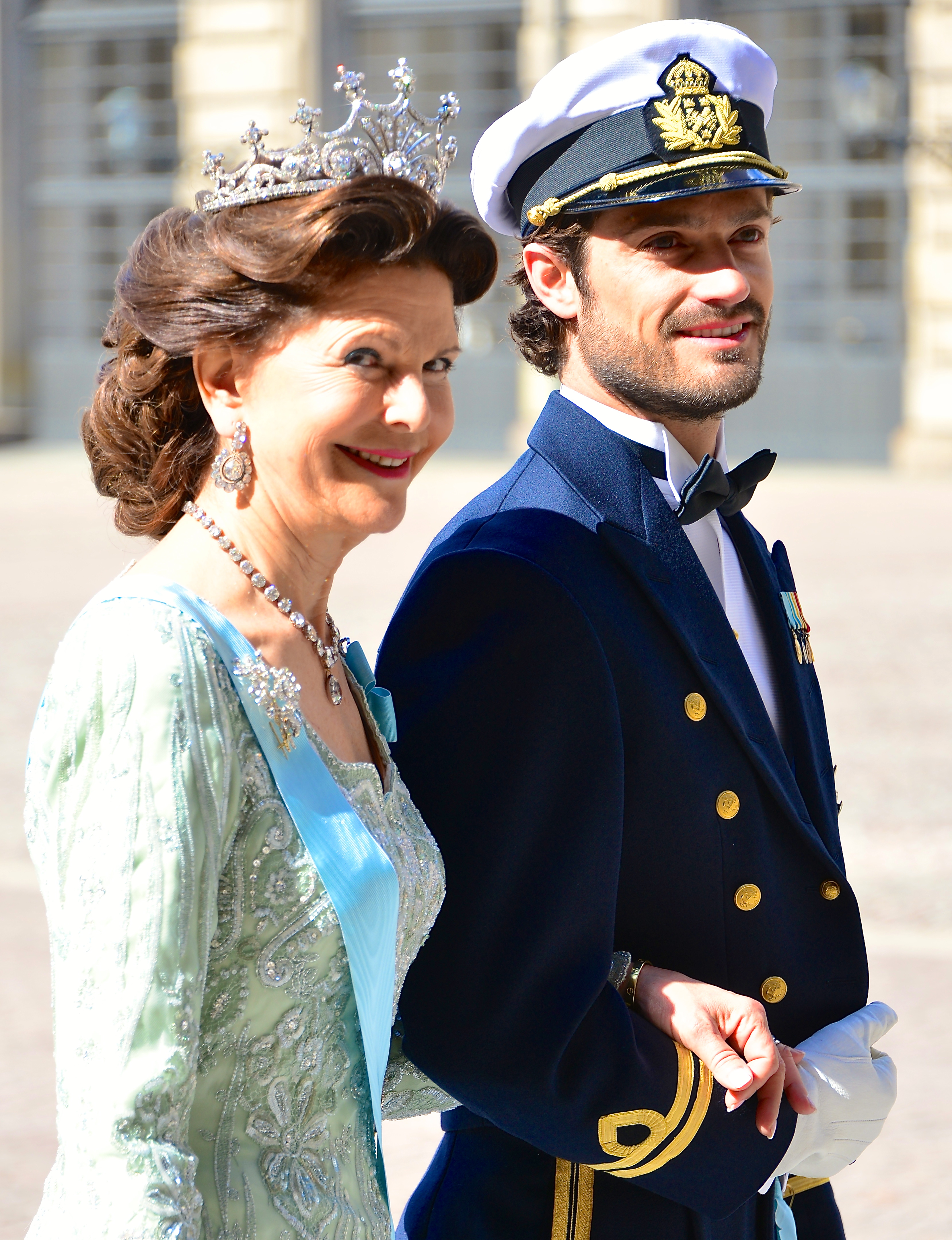
Drottning Silvia och prins Carl Philip 2013 på väg till vigseln mellan prinsessan Madeleine och Christopher O'Neill.

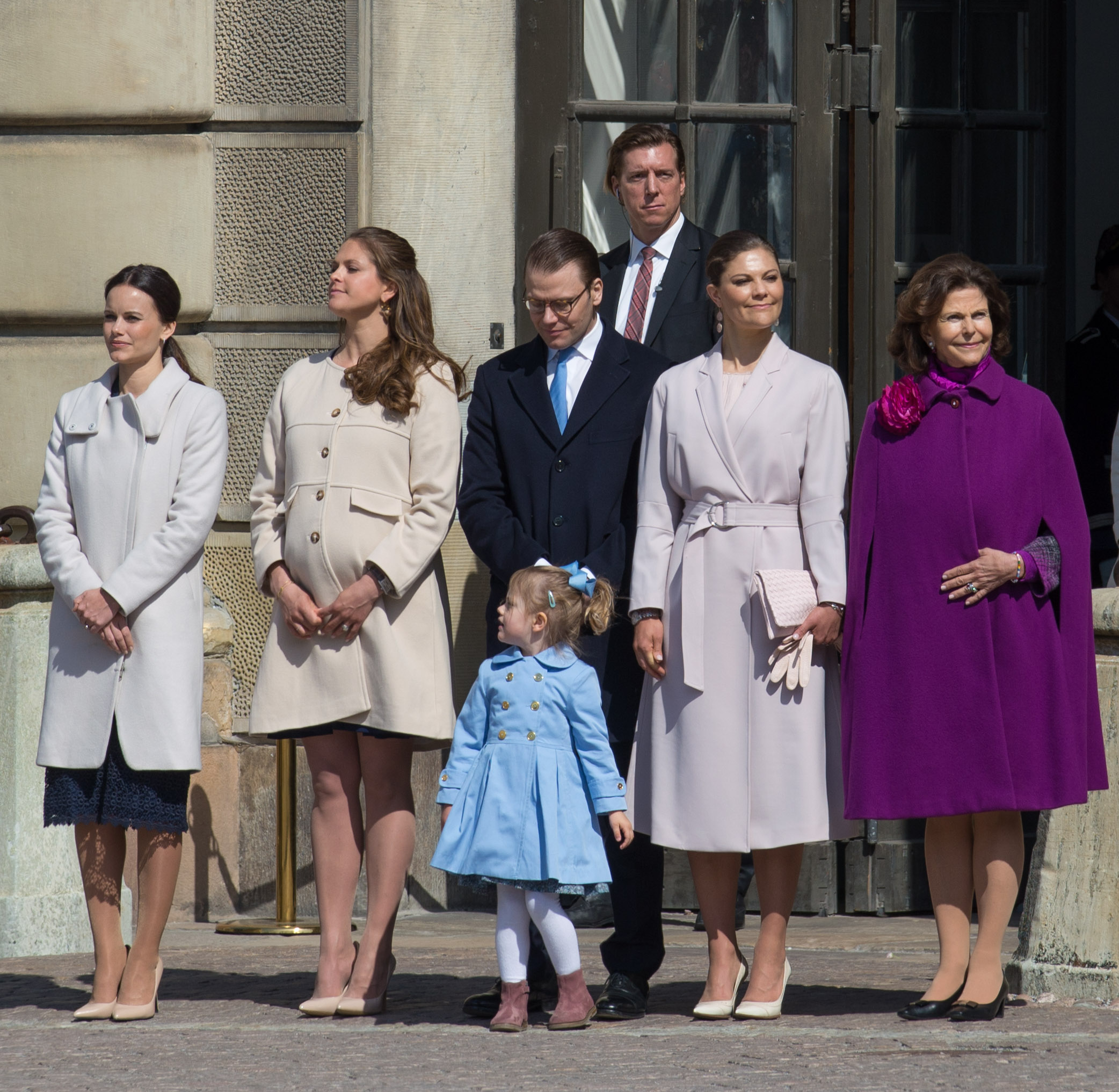
Drottning Silvia med familjen i samband med firandet av Carl XVI Gustafs födelsedag på yttre borggården, Kungliga slottet i Stockholm den 30 april 2015.

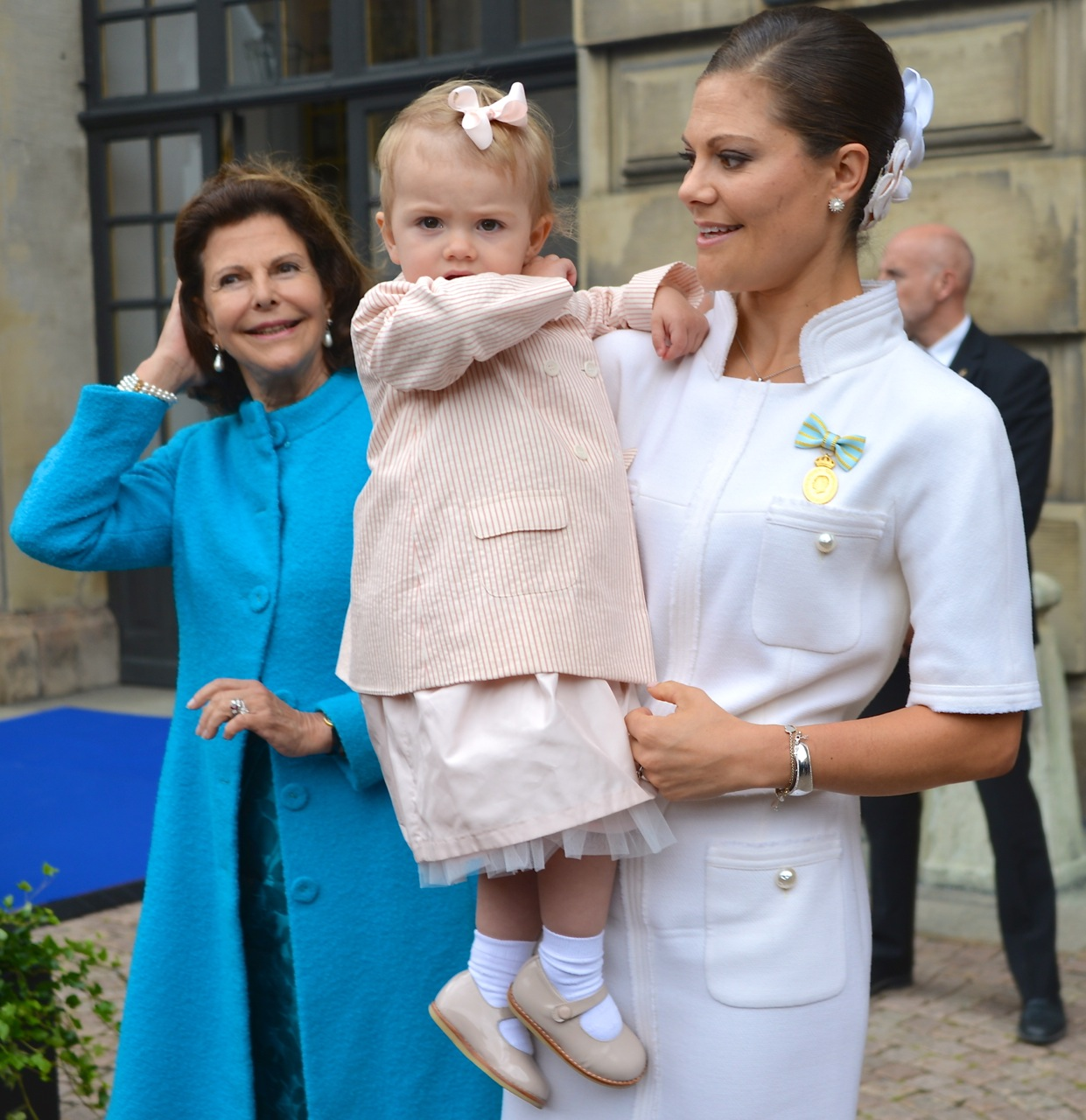
Tre generationer kvinnliga Bernadotter 2013.

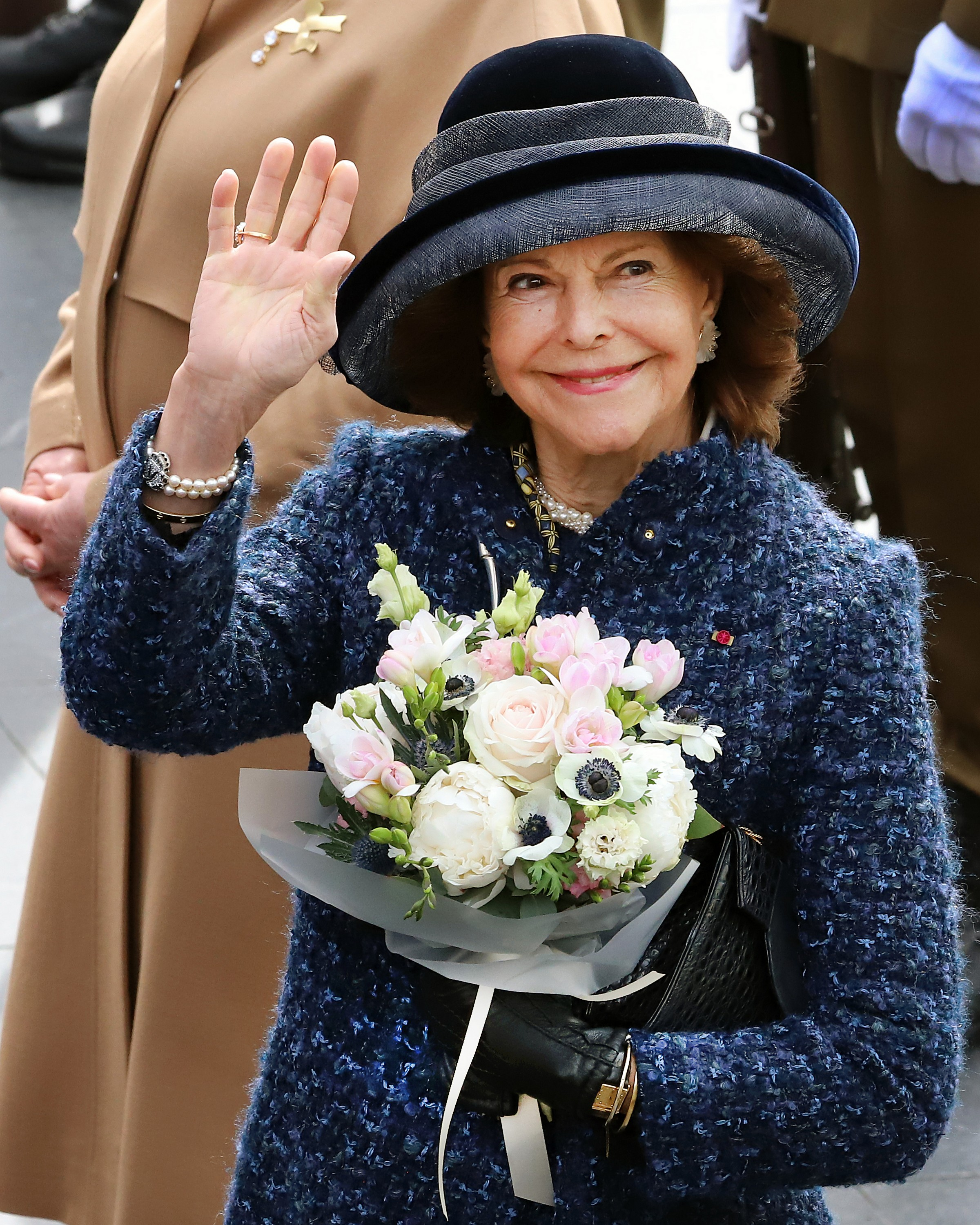
Drottning Silvia i Tallinn 2023.

Till drottningens officiella plikter hör bland annat att följa kungen vid statsbesök utomlands och vid officiella resor i Sverige.
Drottning Silvia intresserar sig för barns utsatthet och äldres demens. Hon är ordförande i Kungaparets Bröllopsfond, som stöder forskning inom sport och idrott för handikappad ungdom, och i Drottning Silvias Jubileumsfond för forskning om barn och handikapp. Hon är grundare till World Childhood Foundation, en stiftelse som arbetar för att förbättra villkor för barn runt om i världen, och hon är också hedersmedlem i styrelsen för den internationella Mentor Foundation som arbetar emot droger. Hennes internationella engagemang för barn har lett till att hon emottagit flera internationella utmärkelser, däribland Martin Buber-priset 2014.
På hennes initiativ stiftades Silviahemmet i Stockholm. Silviahemmet utbildar personal som arbetar med personer som har demens och tar även initiativ till forskning inom området. Därutöver har hon engagerat sig globalt emot sexuellt utnyttjande av barn och ungdom. Sveriges största barnsjukhus, Drottning Silvias barn- och ungdomssjukhus i Göteborg, är uppkallat efter henne.
Drottningen är beskyddare för många organisationer, hedersmedlem i styrelser samt hedersmedlem i många olika organisationer och föreningar. Hon innehar även ett antal hedersdoktorat, och har fått många priser och utmärkelser för sitt arbete. Hon blev exempelvis medicine hedersdoktor vid Göteborgs universitet 1999. År 2004 hamnade Silvia på 68:e plats i den amerikanska tidskriften Forbes ranking över världens 100 mäktigaste kvinnor.
Drottningen har fått flera blomsorter uppkallade efter sig. En vit triumftulpan, en champagnefärgad, doftande och storblommig rabattros, och en mörkröd amaryllis är några sorter som är uppkallade efter drottning Silvia. Vid Silviahemmet har hon låtit bygga en ljusgård med planterad monstera och kaffebuskar, och vid Ulriksdals slott har hon väsentligen utökat Gustav VI Adolfs samling orkidéer, många unika sorter ofta sända till henne som gåva.
I en tv-intervju i december 2011, där hon var mycket kritisk mot reportage om hennes far, angående bland annat hans medlemskap i nazistpartiet och övertagande av en fabrik i ariseringen av Tyskland, kallade Silvia medias behandling av information om hennes far för "karaktärsmord" och sade att hon kände sig "maktlös".
Drottningen ger även stöd till Stiftelsen Silviahemmet. 
I maj 2025 medverkade drottningen i tv-programmet Vilket liv! där hon överraskade Christer Lindarw med att säga ”från en drottning till en annan” och överräcka en ros på Oscarsteatern för den ros som Lindarw gav drottningen 1977. Anledningen till att drottningen medverkade i programmet är att Lindarw imiterat drottning Silvia i nästan 50 år.

## Ordnar och utmärkelser

### Svenska ordnar och dekorationer
- Ledamot av Serafimerorden, i briljanter (6 maj 1976)
- Kungens miniatyrporträtt (1976)
- Konung Carl XVI Gustafs jubileumsminnestecken IV, 15 september 2023.[10]
- Carl XVI Gustafs jubileumsminnestecken III (2016) med anledning av Konung Carl XVI Gustafs 70-årsdag
- Carl XVI Gustafs jubileumsminnestecken II (2013) med anledning av Konung Carl XVI Gustafs 40 års regeringsjubileum
- Carl XVI Gustafs jubileumsminnestecken (1996) med anledning av Konung Carl XVI Gustafs 50-årsdag
- Kronprinsessan Victorias och Prins Daniels bröllopsminnesmedalj (2010)
- Stefansmedaljen (1992)
- S:t Eriksmedaljen (18 maj 2010)[11]

### Utländska ordnar och dekorationer
- Storkors av San Martín Befriarens orden (26 maj 1998)[12]
- Storkors av Leopoldorden[13]
- Storkors av Södra korsets orden (2 april 1984)[14]
- Storkors av Kungliga Laila Utama orden
- Storkors av Stara Planina-orden[15]
- Storkors av Chilenska Bernardo O'Higgins-orden (10 maj 2016)[16]
- Riddare av Elefantorden med kedja (3 september 1985)[17]
- Första klass av Terra Mariana kors-orden (8 september 1995)[18]
- Första klass av Vita Stjärn-orden (12 januari 2011)[19]
- Storkors med kedja av Finlands Vita Ros' orden[20]
- Storkors av Hederslegionen[21]
- Storkors av Nationalförtjänstorden
- Storkors av Ärans orden[22]
- Storkors av Isländska falkorden[23]
- Storkors av Italienska republikens förtjänstorden (8 april 1991)[24]
- Storkors av Dyrbara Kronans orden[25]
- Storkors av al-Nahda Orden[26]
- Storkommandör av Tre Stjärnors orden (25 september 1995)[27]
- Storkors av Vytautasorden (21 november 1995)[28]
- Storkors av Litauiska förtjänstorden (7 oktober 2015)[29]
- Storkors av Nassauska Gyllene lejonets orden[30]
- Storkors av Den högst uppsatta Orden av Rikets Krona[31]
- Band av Mexikanska Aztekiska Örnorden
- Storkors av Nederländska Lejonorden[32]
- Storkors av Sankt Olavs orden[33]
- Vita örns orden (29 april 2011)[34]
- Storkors av Kristusorden (13 januari 1987)[35]
- Storkors av Henrik Sjöfararens orden (2 maj 2008)[35]
- Storkors Rumänska Stjärnans orden[36]
- Orden för särskilda förtjänster
- Storkors av Isabella den katolskas orden (9 november 1979)[37]
- Storkors av Karl III:s orden (16 november 2021) [38]
- Första klass (Stora Gwanghwamedaljen) av Diplomatiska förtjänstorden (30 maj 2012)[39]
- Storkors damklass av Chula Chom Klao orden[40]
- Storkors i särklass av Förbundsrepubliken Tysklands Förtjänstorden[41]
- Storkors av Prins Yaroslav den Vises orden med kedja (23 mars 1999)[42]
- Benemerentimedaljen[43]
- Storstjärna av Republiken Österrikes Hederstecken för förtjänster[44]

### Hedersdoktorat
- 1990 – Åbo universitet[45]
- 1993 – Karolinska institutet[46]
- 1994 – Linköpings universitet[47]
- 1999 – Göteborgs universitet[48]
- 2023 – University of Stirling, UK[49]